# Karl Etlinger (Schauspieler)

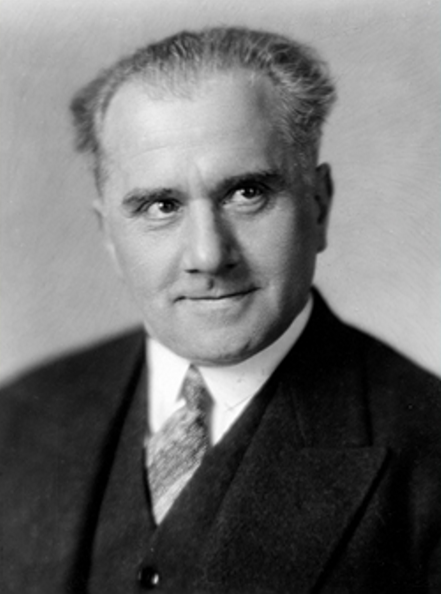
Karl Etlinger um 1920

Karl Franz Etlinger (* 10. Oktober 1879 in Wien, Österreich-Ungarn; † 8. Mai 1946 in Berlin-Wilmersdorf) war ein österreichisch-deutscher Schauspieler und Theaterregisseur, der hauptsächlich in Chargenrollen zu sehen war.

## Leben
Karl Etlinger war das einzige Kind von Heinrich Anton Etlinger und seiner Frau Maria Etlinger geb. Zach. Sein Vater hatte einen Betrieb für Druckerzeugnisse, starb aber bereits etwa 1885, als Karl 6 Jahre alt war. Karl war Spezialist für die österreichisch-volkstümlichen Stücke von Johann Nestroy und Ferdinand Raimund galt, erhielt Schauspielunterricht bei Joseph Lewinsky in Wien. Sein Debüt gab er 1898 in Wesel. Danach spielte er unter anderem in Lahr, Frankfurt am Main, Stuttgart und von 1911 bis 1920 in Wien am Residenztheater und der Volksbühne. Etlinger erarbeitete 1917 eine neue Übersetzung des selten gespielten Shakespeare-Stücks Perikles auf Tyrus, die 1918 im Druck erschien.
Er hatte in den 1920er Jahren als Schauspieler Erfolge an Berliner Bühnen, am Staatstheater unter Leopold Jessner, im Kollektiv Deutsches Schauspielertheater, dem er neben Karl Heinz Martin, Alexander Granach und Heinrich George vorstand, an Max Reinhardts Bühnen und den Saltenburg-Bühnen.
Etllinger begann bereits Anfang der 1910er Jahre beim Stummfilm. Zu seinen frühesten Filmen gehört Die Bekehrung des Dr. Wundt (1914). Er spielte bis 1945 in zahlreichen bekannten Filmen Nebenrollen. Größere Rollen hatte er als Schuster Knieriem in der Verfilmung von Nestroys Der böse Geist Lumpacivagabundus (1922), als Buchbinder Starke in Phantom (1922) und als Generaldirektor Rosenow in Die freudlose Gasse (1925).
Zu Beginn der Tonfilmära 1930/31 arbeitete er in Hollywood in Filmen von Jacques Feyder und Wilhelm Dieterle. Im deutschen Tonfilm konnte man ihn unter anderem in folgenden Filmen sehen: Skandal um Eva (1930), Die Maske fällt (1930), Bomben auf Monte Carlo (1931), Die Gräfin von Monte Christo (1932), Der Hexer (1932), Frau am Steuer (1939), Quax, der Bruchpilot (1941) und Die Feuerzangenbowle (1944).
Etlinger stand auch die letzten Jahre seines Lebens auf verschiedenen Berliner Bühnen, insbesondere der Volksbühne, dem Theater im Admiralspalast, an der Komischen Oper, am Hebbel-Theater und am Staatstheater. Er war dreimal verheiratet. Zuerst mit Maria Etlinger (geborene Musehold), mit der er eine Tochter hatte. 1924 heiratete er seine zweite Frau Margarethe Etlinger (geborene Horn, genannt Gretl), gebürtig aus Budapest. Ihr Vater war ein konvertierter Jude. Die Ehe wurde 1929 geschieden. Margarethe Etlinger wurde im November 1941 von der Gestapo ins Polizeigefängnis in Salzburg und von dort ins Frauen-KZ Ravensbrück  deportiert, wo sie am 14. März 1942 ermordet wurde. 1930 heiratete Etlinger die Jüdin Anne-Marie Auerbach. Er durfte aber, was selten gewährt wurde, mit einer Sondergenehmigung uneingeschränkt weiterarbeiten. Etlinger stand 1944 in der Gottbegnadeten-Liste des Reichsministeriums für Volksaufklärung und Propaganda.
Karl Etlinger starb im Mai 1946 im Alter von 66 Jahren in seiner Wohnung in der Brabanter Straße 16 in Berlin-Wilmersdorf an einem Herzinfarkt. Seine dritte Frau Anne-Marie Auerbach starb zwei Tage später an Herzmuskelschwäche. Seine Grabstätte auf dem landeseigenen Friedhof Heerstraße in Berlin-Westend ist inzwischen aufgelöst.

## Filmografie
- 1920: Glanz und Elend der Kurtisanen
- 1921: Die Abenteuer eines Ermordeten – 2. Der Smaragd des Badjah von Panlanzur
- 1921: Das Geheimnis der Santa Maria
- 1921: Die Schauspielerin des Kaisers
- 1921: Der ewige Fluch
- 1921: Die rote Hexe
- 1921: Der vergiftete Strom
- 1922: Der böse Geist Lumpaci Vagabundus
- 1922: Phantom
- 1922: Die fünf Frankfurter
- 1924: Gräfin Donelli
- 1924: Soll und Haben
- 1925: Die freudlose Gasse
- 1925: Das Mädchen mit der Protektion
- 1925: Zigano, der Brigant vom Monte Diavolo
- 1926: Die Abenteuer eines Zehnmarkscheines
- 1926: In der Heimat, da gibt’s ein Wiedersehn!
- 1926: Man spielt nicht mit der Liebe
- 1926: Die lachende Grille
- 1927: Bigamie
- 1927: Da hält die Welt den Atem an
- 1927: Das war in Heidelberg in blauer Sommernacht
- 1927: Familientag im Hause Prellstein
- 1927: Die Frauengasse von Algier
- 1928: Sensations-Prozess
- 1928: Die Büchse der Pandora
- 1929: Durchs Brandenburger Tor
- 1929: Die Frau, nach der man sich sehnt
- 1929: Katharina Knie
- 1929: Napoleon auf St. Helena
- 1930: Der König von Paris
- 1930: Liebeswalzer
- 1930: Das lockende Ziel
- 1930: Die Maske fällt
- 1930: Olympia
- 1930: Skandal um Eva
- 1930: Zwei Herzen im Dreiviertel-Takt
- 1930: Kismet
- 1931: Bomben auf Monte Carlo
- 1931: Das Konzert
- 1931: Menschen hinter Gittern
- 1931: Der Stumme von Portici
- 1931: Dämon des Meeres
- 1931: Die Fledermaus
- 1932: Die Gräfin von Monte Christo
- 1932: Der Hexer
- 1932: Liebe in Uniform
- 1931: Madame hat Ausgang
- 1932: Melodie der Liebe
- 1932: Ein süßes Geheimnis
- 1934: Petersburger Nächte. Walzer an der Newa
- 1935: Varieté
- 1935: Traumulus
- 1936: Savoy-Hotel 217
- 1937: Die gläserne Kugel
- 1937: Ein Volksfeind
- 1938: Scheidungsreise
- 1938: Spaßvögel
- 1939: Frau am Steuer
- 1939: Ein ganzer Kerl
- 1939: Irrtum des Herzens
- 1939: Eine kleine Nachtmusik
- 1939: Meine Tante – deine Tante
- 1939: Sommer, Sonne, Erika
- 1940: Falstaff in Wien
- 1940: Herz – modern möbliert
- 1940: Der Kleinstadtpoet
- 1940: Polterabend
- 1940: Ritorno
- 1940: Traummusik
- 1941: Hauptsache glücklich
- 1941: Hochzeitsnacht
- 1941: Das leichte Mädchen
- 1941: Der Meineidbauer
- 1941: Quax, der Bruchpilot
- 1941: Der Weg ins Freie
- 1942: Anuschka
- 1942: Der Fall Rainer
- 1942: Die große Liebe
- 1942: Meine Frau Teresa
- 1942: Diesel
- 1942/44: Philharmoniker
- 1943: Damals
- 1943: Der ewige Klang
- 1943: Gabriele Dambrone
- 1943: Karneval der Liebe
- 1943: Ein Mann mit Grundsätzen?
- 1943: Romanze in Moll
- 1943: Herr Sanders lebt gefährlich
- 1943/44: Eine kleine Sommermelodie (UA: 1982)
- 1944: Die Feuerzangenbowle
- 1944: Die Frau meiner Träume
- 1944: Der verzauberte Tag
- 1944/48: Eine alltägliche Geschichte
- 1945: Erzieherin gesucht
- 1945: Der Puppenspieler (unvollendet)
- 1945: Sag’ die Wahrheit (unvollendet)
- 1947: Menschen unter Haien

## Theater

### Schauspieler
- 1920: Arthur Schnitzler: Der Reigen (Der Dichter) – Regie: Hubert Reusch (Kleines Schauspielhaus Berlin, Fasanenstraße)
- 1921: Montague Glass, Charles Klein: Pottasch und Perlmutter (Pottasch) – Regie: ? (Deutsches Theater Berlin)
- 1922: Charles Vildrac: Paketboot Tenacity (Hidour) – Regie: Iwan Schmith (Deutsches Theater Berlin – Kammerspiele)
- 1922: Molière: George Dandin (George Dandin) – Regie: Jürgen Fehling (Schauspielhaus Berlin)
- 1924: George Bernard Shaw: Androklus und der Löwe (Androklus) – Regie: ? (Residenz-Theater Berlin)
- 1924: Ludwig Anzengruber: Die Kreuzelschreiber (Steinklopferhannes) – Regie: Hans Felix (Volksbühne Theater am Bülowplatz Berlin)
- 1924: Leonid Andrejew: Du sollst nicht töten (Impresario der Hochzeit) – Regie: ? (Deutsches Theater Berlin)
- 1924: Paul Frank, Julius Wilhelm: Salomons Schwiegertochter – Regie: Emil Lind (Deutsches Theater Berlin – Kammerspiele)
- 1925: William Shakespeare: Wie es euch gefällt (Probstein) – Regie: Victor Barnowsky (Theater in der Königgrätzer Straße)
- 1925: Christian Dietrich Grabbe: Don Juan und Faust – Regie: Victor Barnowsky (Theater in der Königgrätzer Straße)
- 1925: Beda Kottor, Hans Kottor: Rosa Altschul – Regie: Henry Berg (Residenz-Theater Berlin)
- 1925: Hermann Bahr: Der Krampus (Kilian) – Regie: Adolf Edgar Licho (Komödie Berlin)
- 1925: Carlo Goldoni: Der Diener zweier Herren – Regie: Max Reinhardt (Komödie Berlin)
- 1926: Johann Nestroy: Einen Jux will er sich machen – Regie: Leo Rittler (Theater in der Königgrätzer Straße)
- 1926: George Bernard Shaw: Mensch und Übermensch (Mendoza) – Regie: Karlheinz Martin (Lessingtheater Berlin)
- 1926: Klabund: Cromwell – Regie: Karlheinz Martin (Lessingtheater Berlin)
- 1926: Rudolf Bernauer, Rudolf Österreicher: Der Garten Eden – Regie: Rudolf Bernauer (Komödienhaus Berlin)
- 1927: Ferenc Molnár: Spiel im Schloß – Regie: Eugen Robert (Tribüne Berlin)
- 1928: Theodore Dreiser: Ton in des Schöpfers Hand – Regie: Gustav Hartung (Renaissance-Theater Berlin)
- 1928: Richard Duschinsky: November in Oesterreich – Regie: Gustav Hartung (Renaissance-Theater Berlin)
- 1928: Carl Zuckmayer: Katharina Knie – Regie: Karlheinz Martin (Lessingtheater Berlin)
- 1929: Hans Adler: Drei Herren im Frack (Generaldirektor einer Filmfirma) – Regie: ? (Tribüne Berlin)
- 1929: Georg Büchner: Dantons Tod (Simon) – Regie: Karlhein Martin (Volksbühne Theater am Bülowplatz Berlin)
- 1930: Stefan Grossmann, Franz Hessel: Apollo, Brunnenstraße – Regie: Jürgen Fehling (Volksbühne Theater am Bülowplatz Berlin)
- 1930: C. K. Munro: Das Gerücht (Durchschnittsbürger) – Regie: Karlheinz Martin (Theater Volksbühne am Bülowplatz Berlin)
- 1932: Ludwig Thoma: Moral – Regie: Victor Barnowsky (Komödienhaus Berlin)
- 1932: Ferenc Molnár: Harmonie – Regie: Max Reinhardt (Deutsches Theater Berlin)
- 1933: Richard Billinger: Rosse – Regie: Leopold Jessner (Schauspielhaus Berlin)
- 1933: Alexander Hunyadi: Schwarzrote Kirschen – Regie: Hans Deppe (Lessingtheater Berlin)
- 1937: Richard Billinger: Der Gigant – Regie: Jürgen Fehling (Schauspielhaus Berlin)
- 1937: Rudolf Kattnigg: Kaiserin Katharina – Regie: Walter Felsenstein (Admiralspalast Berlin)
- 1938: Herbert Ertl: Eine kleine weiße Yacht – Regie: Eugen Klöpfer (Theater in der Saarlandstraße Berlin)
- 1943: Gerhart Hauptmann: Michael Kramer – Regie: Eugen Klöpfer (Volksbühne Theater am Horst-Wessel-Platz Berlin)
- 1945: William Shakespeare: Macbeth (Pförtner) – Regie: Karlheinz Martin (Hebbel-Theater Berlin)

### Regisseur
- 1921: Ferdinand Raimund: Die gefesselte Phantasie (Schauspielhaus Berlin)
- 1921: Johann Nestroy: Der böse Geist Lumpacivagabundus (Schauspielhaus Berlin)
- 1922: Franz und Paul von Schönthan:  Der Raub der Sabinerinnen (Deutsches Theater Berlin – Kammerspiele)
- 1922: Johann Nestroy: Einen Jux will er sich machen (Deutsches Theater Berlin – Kammerspiele)
- 1923: Semjon Juschkewitsch: Sonkin und der Haupttreffer (Auch Rolle als Sonkin) (Schauspielertheater Berlin)